# Campeonato Mundial de Atletismo de 2007 - Salto em distância feminino
O salto em distância feminino no Campeonato Mundial de Atletismo de 2007 foi realizada no Estádio Nagai, em Osaka, no Japão, nos dias 27 e 28 de agosto de 2007.

## Recordes
Antes desta competição, os recordes mundiais e do campeonato nesta prova eram os seguintes:
| Tipo                  | Atleta               | Distância | Local      | Data                  |
| --------------------- | -------------------- | --------- | ---------- | --------------------- |
|                       | Galina Chistyakova   | 7,52      | Leningrado | 11 de junho de 1988   |
| Recorde do campeonato | Jackie Joyner-Kersee | 7,36      | Roma       | 4 de setembro de 1987 |

## Medalhistas
| Ouro                   | Prata                     | Bronze               |
| Tatyana Lebedeva (RUS) | Lyudmila Kolchanova (RUS) | Tatyana Kotova (RUS) |

## Calendário
Todos os horários estão no horário local (UTC+9)
| Data         | Horário | Fase         |
| ------------ | ------- | ------------ |
| 27 de agosto | 10:30   | Qualificação |
| 28 de agosto | 20:50   | Final        |

## Resultados

### Qualificação
Qualificação: 6,75 m (Q) ou as 12 melhores performances (q).
Grupo A
| Pos. | Atleta              | Nacionalidade  | 1    | 2    | 3    | Marca | Notas |
| ---- | ------------------- | -------------- | ---- | ---- | ---- | ----- | ----- |
| 1    | Lyudmila Kolchanova | Rússia         | 6.47 | 6.96 |      | 6.96  | Q     |
| 2    | Maurren Higa Maggi  | Brasil         | 6.95 |      |      | 6.95  | Q     |
| 3    | Bianca Kappler      | Alemanha       | X    | 6.85 |      | 6.85  | Q     |
| 4    | Viktoriya Rybalko   | Ucrânia        | 6.77 |      |      | 6.77  | Q     |
| 5    | Anju Bobby George   | Índia          | 6.60 | 6.59 | X    | 6.60  | q     |
| 6    | Denisa Šcerbová     | Chéquia        | X    | 6.58 | 6.44 | 6.58  |       |
| 7    | Concepción Montaner | Espanha        | X    | 6.55 | X    | 6.55  |       |
| 8    | Eunice Barber       | França         | 6.51 | X    | 6.43 | 6.51  |       |
| 9    | Chen Yaling         | China          | 6.50 | X    | 6.41 | 6.50  |       |
| 10   | Grace Upshaw        | Estados Unidos | X    | 6.13 | 6.47 | 6.47  |       |
| 11   | Bronwyn Thompson    | Austrália      | X    | X    | 6.46 | 6.46  |       |
| 12   | Rose Richmond       | Estados Unidos | 6.13 | 6.45 | 6.43 | 6.45  |       |
| 13   | Eliane Martins      | Brasil         | 6.28 | X    | 6.20 | 6.28  |       |
| 14   | Shara Proctor       | Anguila        | 5.47 | 5.56 | 5.82 | 5.82  |       |
|      | Carolina Klüft      | Suécia         |      |      |      | DNS   |       |

Grupo B
| Pos. | Atleta               | Nacionalidade  | 1    | 2    | 3    | Marca | Notas |
| ---- | -------------------- | -------------- | ---- | ---- | ---- | ----- | ----- |
| 1    | Naide Gomes          | Portugal       | 6.96 |      |      | 6.96  | Q     |
| 2    | Tatyana Lebedeva     | Rússia         | 6.84 |      |      | 6.84  | Q     |
| 3    | Brittney Reese       | Estados Unidos | X    | 6.83 |      | 6.83  | Q     |
| 4    | Tatyana Kotova       | Rússia         | 6.73 | 6.18 | X    | 6.73  | q     |
| 5    | Jana Velďáková       | Eslováquia     | 6.65 | 6.51 | 6.52 | 6.65  | q     |
| 6    | Keila Costa          | Brasil         | 6.39 | X    | 6.61 | 6.61  | q     |
| 7    | Tianna Madison       | Estados Unidos | 6.28 | 6.59 | X    | 6.59  | q     |
| 8    | Alina Militaru       | Roménia        | X    | X    | 6.58 | 6.58  |       |
| 9    | Malgorzata Trybanska | Polónia        | 6.28 | 6.49 | X    | 6.49  |       |
| 10   | Oleksandra Stadnyuk  | Ucrânia        | 5.91 | X    | 6.47 | 6.47  |       |
| 11   | Jung Soon-Ok         | Coreia do Sul  | 6.45 | X    | 6.44 | 6.45  |       |
| 12   | Janice Josephs       | África do Sul  | 6.44 | 6.22 | 6.38 | 6.44  |       |
| 13   | Kumiko Ikeda         | Japão          | 6.39 | 6.25 | 6.42 | 6.42  |       |
| 14   | Elva Goulbourne      | Jamaica        | X    | 6.32 | X    | 6.32  |       |
| 15   | Jackie Edwards       | Bahamas        | 6.29 | 6.06 | 5.98 | 6.29  |       |

### Final
A final ocorreu dia 28 de agosto às 20:50.
| Pos.              | Atleta              | Nacionalidade   | Tentativas | Tentativas | Tentativas | Tentativas | Tentativas | Tentativas | Marca | Notas                |
| Pos.              | Atleta              | Nacionalidade   | 1          | 2          | 3          | 4          | 5          | 6          | Marca | Notas                |
| ----------------- | ------------------- | --------------- | ---------- | ---------- | ---------- | ---------- | ---------- | ---------- | ----- | -------------------- |
| Medalha de ouro   | Tatyana Lebedeva    | Rússia          | 6.73       | 7.03       | 7.03       | x          | 6.98       | -          | 7.03  |                      |
| Medalha de prata  | Lyudmila Kolchanova | Rússia          | x          | 6.84       | x          | 6.71       | 6.63       | 6.92       | 6.92  |                      |
| Medalha de bronze | Tatyana Kotova      | Rússia          | 6.80       | x          | 6.75       | 6.70       | x          | 6.90       | 6.90  | Recorde da temporada |
| 4                 | Naide Gomes         | Portugal        | 6.87       | 6.75       | 6.61       | 6.86       | 6.85       | 6.80       | 6.87  |                      |
| 5                 | Bianca Kappler      | Alemanha        | 6.81       | 6.66       | 6.78       | 6.55       | x          | 6.49       | 6.81  |                      |
| 6                 | Maurren Higa Maggi  | Brasil          | 6.41       | 6.64       | 6.73       | 6.80       | 6.62       | 6.76       | 6.80  |                      |
| 7                 | Keila Costa         | Brasil          | 6.69       | 6.44       | 6.66       | 6.66       | x          | 6.61       | 6.69  |                      |
| 8                 | Brittney Reese      | Estados Unidos} | x          | 6.60       | 6.58       | x          | x          | 6.29       | 6.60  |                      |
|                   |                     |                 |            |            |            |            |            |            |       |                      |
| 9                 | Anju Bobby George   | Índia           | 6.10       | x          | 6.53       |            |            |            | 6.53  |                      |
| 10                | Tianna Madison      | Estados Unidos  | x          | 6.42       | 6.47       |            |            |            | 6.47  |                      |
| 11                | Viktoriya Rybalko   | Ucrânia         | 4.87       | 6.45       | x          |            |            |            | 6.45  |                      |
| 12                | Jana Velďáková      | Eslováquia      | 6.21       | x          | 6.18       |            |            |            | 6.21  |                      |

Legenda
| Recorde mundial       | Recorde mundial (World record)               |                       | Recorde africano                      | Recorde africano (African) |                                           | Q | Classificado por posição (Qualified) |
| Recorde do campeonato | Recorde do campeonato (Championship record)  | Recorde da América    | Recorde da América (Americas)         | q                          | Classificado por melhor tempo (Qualified) |   |                                      |
| Melhor marca do ano   | Melhor marca do ano (World leading)          | Recorde asiático      | Recorde asiático (Asian)              | DNS                        | Não largou (Did not start)                |   |                                      |
| Recorde nacional      | Recorde nacional (National record)           | Recorde europeu       | Recorde europeu (European)            | DNF                        | Não terminou (Did not finish)             |   |                                      |
| Recorde pessoal       | Recorde pessoal do atleta (Personal best)    | Recorde da Oceania    | Recorde da Oceania (Oceania)          | DSQ / DQ                   | Desclassificado (Disqualified)            |   |                                      |
| Recorde da temporada  | Recorde da temporada do atleta (Season best) | Recorde sul-americano | Recorde sul-americano (South America) | NM                         | Sem marca (No mark)                       |   |                                      |